# Caroline Baur
Caroline Baur (Rheinfelden, 17 aprile 1994) è una ciclista su strada svizzera, attiva con il team dilettantistico Q36.5-Orbea (anche nel gravel) e già campionessa nazionale Elite in linea nel 2022.

## Palmarès
- 2012 (Juniores)

Campionati svizzeri, Prova a cronometro Junior
- 2022 (Roland Cogeas Edelweiss Squad, una vittoria)

Campionati svizzeri, Prova in linea Elite

## Piazzamenti

### Grandi Giri
- Giro d'Italia

2022: 66ª
- Tour de France

2022: 92ª

### Competizioni mondiali
- Campionati del mondo

Valkenburg 2012 - In linea Junior: 40ª
Fiandre 2021 - In linea Elite: 105ª
Zurigo 2024 - In linea Elite: ritirata
- Campionati del mondo gravel

Veneto 2023 - Elite: 47ª

### Competizioni europee
- Campionati europei

Offida 2011 - In linea Junior: 18ª
Goes 2012 - In linea Junior: 8ª
Olomouc 2013 - Cronometro Under-23: 16ª
Olomouc 2013 - In linea Under-23: ritirata
Nyon 2014 - In linea Under-23: 42ª
Tartu 2015 - In linea Under-23: 41ª
Trento 2021 - In linea Elite: ritirata
Monaco di Baviera 2022 - In linea Elite: 20ª
Drenthe 2023 - In linea Elite: 33ª
Limburgo 2024 - In linea Elite: ritirata